# Geocalycaceae
Geocalycaceae es una familia de musgos hepáticas del orden Jungermanniales. Tiene los siguientes géneros:

## Taxonomía
Geocalycaceae fue descrita por Hugo Erich Meyer von Klinggräff y publicado en Die Höheren Cryptogamen Preussens 34. 1858.

## Géneros
| - Amphilophocolea - Anomylia - Arctoscyphus - Campanocolea - Clasmatocolea - Conoscyphus - Cyanolophocolea - Evansianthus - Geocalyx - Harpanthus - Hepatostolonophora - Heteroscyphus - Lamellocolea - Leioscyphus - Leptophyllopsis | - Leptoscyphopsis - Leptoscyphus - Pachyglossa - Pedinophyllopsis - Perdusenia - Physotheca - Platycaulis - Pleuranthe - Pseudolophocolea - Saccogyna - Saccogynidium - Stolonivector - Stolonophora - Tetracymbaliella |